# David Gilmour in Concert
David Gilmour in Concert è un DVD live di David Gilmour, registrato durante il concerto del giugno 2001 della voce nonché chitarra dei Pink Floyd alla Royal Festival Hall di Londra. La setlist del concerto include anche vari pezzi firmati Pink Floyd con in più alcune bonus track provenienti dal concerto del gennaio 2002 nello stesso luogo e alcuni contenuti extra sull'artista inglese.

## Contenuti

### The Meltdown Concert, giugno 2001
1. Shine On You Crazy Diamond (parts 1 - 5) – (Gilmour/Waters/Wright)
2. Terrapin – (Barrett)
3. Fat Old Sun – (Gilmour)
4. Coming Back to Life – (Gilmour)
5. High Hopes – (Gilmour/Samson)
6. Je Crois Entendre Encore – (Bizet) (da I pescatori di perle)
7. Smile – (Gilmour/Samson)
8. Wish You Were Here – (Gilmour/Waters)
9. Comfortably Numb (with Wyatt) – (Gilmour/Waters)
10. Dimming of the Day – (Thompson)
11. Shine On You Crazy Diamond (parts 6 and 7) – (Gilmour/Waters/Wright)
12. A Great Day for Freedom – (Gilmour/Samson)
13. Hushabye Mountain – (Richard M. Sherman e Robert B. Sherman)

### Bonus track, gennaio 2002
1. Dominoes – (Barrett)
2. Breakthrough (with Wright) – (Wright/Moore)
3. Comfortably Numb (with Geldof) – (Gilmour/Waters)

## Formazione
- David Gilmour: chitarra, voce
- Neill MacColl: chitarra, seconda voce
- Michael Kamen: Pianoforte, corno inglese
- Chucho Merchan: contrabbasso
- Caroline Dale: violoncello
- Dick Parry: Sax
- Nic France: batteria e percussioni
- Cori: Sam Brown, Chris Ballin, Pete Brown, Margo Buchanan, Claudia Fontaine, Michelle John Douglas, Sonia Jones, Carol Kenyon, David Laudat, Durga McBroom, Aitch McRobbie, Beverli Skeete

### Altri musicisti
- Bob Geldof - voce in Comfortably Numb (dal concerto del 2002)
- Robert Wyatt - voce in Comfortably Numb (dal concerto del 2001)
- Richard Wright - voce in Breakthrough, tastiere in Breakthrough e Comfortably Numb
- Aitch McRobbie - seconda voce in Smile